# Álisson González
Alisson González, destacada deportista colombiana de la especialidad de patinaje artístico quien fue campeona de Centroamérica y del Caribe en Mayagüez 2010.

## Trayectoria
La trayectoria deportiva de Álisson González se identifica por su participación en los siguientes eventos nacionales e internacionales:

### Juegos Centroamericanos y del Caribe
Fue reconocido su triunfo de ser la patinadora artística con el mayor número de medallas de la selección de  Colombia en los juegos de Mayagüez 2010.

#### Juegos Centroamericanos y del Caribe de Mayagüez 2010
Su desempeño en la vigésima primera edición de los juegos, se identificó por ser la patinadora artística con el mayor número de medallas entre todos los participantes del evento, con un total de 5 medallas:

- , Medalla de oro: Comb
- , Medalla de oro: Danza Libre
- , Medalla de plata: Figuras
- , Medalla de plata: Prog Largo
- , Medalla de bronce: Comb Danza